# 가미촌 (구마모토현)
가미촌(일본어: 上村)은 일본 구마모토현 아마쿠사군에 설치되었던 촌이다. 현재의 가미아마쿠사시에 해당한다.

## 역사
- 1889년 4월 1일 - 정촌제 시행에 수반해 가미촌이 단독으로 지자체를 형성하였다.
- 1954년 4월 1일 - 노보리타테정, 이와촌, 나카촌, 유시마촌과 합병해 오야노정이 성립하였다.

## 참고 문헌
- 角川日本地名大辞典編纂委員会, 『角川日本地名大辞典 43 熊本県』1987, 角川書店